# Leptogenys piroskae
Leptogenys piroskae é uma espécie de formiga do gênero Leptogenys, pertencente à subfamília Ponerinae.